# Driehoekuil
De driehoekuil (Xestia triangulum) is een nachtvlinder die behoort tot de uilvlinders en komt in heel Europa voor.
De vleugels zijn vaalbruin en op de voorvleugels zitten de karakteristieke zwarte vlekken. Eén vlek is in tegenstelling tot wat de naam suggereert vierkant en de andere twee min of meer driehoekig. De achtervleugels hebben dezelfde kleur als de voorvleugels. De spanwijdte van de vleugels is 36 tot 46 mm.
De vlinder vliegt 's nachts in juni en juli en wordt aangetrokken door licht, suiker en bloemen.
De rups is bruin met zwarte vlekken. De rups is polyfaag en heeft onder meer als waardplanten berk, sleedoorn, zuring, meidoorn, braam, framboos en boswilg.
De vlinder overwintert als rups en verpopt in de grond. De vlinder heeft één generatie per jaar.